# پاملا والاس
پاملا والاس (انگلیسی: Pamela Wallace؛ زادهٔ ۱۲ اوت ۱۹۴۹) یک فیلم‌نامه‌نویس اهل ایالات متحده آمریکا است.
وی همچنین برنده جوایزی همچون جایزه اسکار بهترین فیلم‌نامه غیراقتباسی شده است.

## بخشی از فیلمشناسی
- شاهد (۱۹۸۵)